# Mathieu Smedts
Peter Mathijs (Mathieu) Smedts (Grashoek, 26 mei 1913 – Amsterdam, 11 augustus 1996), was een Nederlands journalist, schrijver en verzetsstrijder. Hij werd vooral bekend als hoofdredacteur van Vrij Nederland.

## Jeugd en vroege carrière
Smedts werd geboren in Grashoek, gemeente Helden in Noord-Limburg. Hij wilde priester worden maar dat mislukte en hij studeerde in plaats daarvan aan de Katholieke Universiteit Nijmegen en daarna in Londen. Daar werd hij vervolgens correspondent voor diverse Limburgse bladen. Daarna werkte hij in Amsterdam voor het persbureau United Press en vanaf 1940 voor een Zwitsers persbureau. Later werd hij reisredacteur voor de Volkskrant.

## Verzetswerk
Tijdens de Tweede Wereldoorlog ging hij in het verzet en hielp onder meer ondergedoken joden en geallieerde piloten. Hij werkte samen met de socialist Koos Vorrink. Smedts dook begin 1942 onder maar werd in november 1942 in Brussel door de Duitsers opgepakt wegens een poging geheime gegevens naar het buitenland te smokkelen. Hij werd daarvoor ter dood veroordeeld, maar dit vonnis werd omgezet in een Nacht und Nebel straf in de kampen Sonnenburg en Wolfenbüttel. Hij werd in Brandenburg door de Russen bevrijd.

## Na de oorlog
Als reisredacteur van de Volkskrant was Smedts in 1954 naar Australië gestuurd om daar het wel en wee van de Nederlandse emigranten te boekstaven, hetgeen resulteerde in zijn eerste boek Australië Nieuw Vaderland uit 1955. Op het punt staand terug te keren naar Nederland ontving hij in Melbourne een telegram van zijn hoofdredacteur in Amsterdam met de dienstorder zijn reis te vervolgen naar Nederlands-Nieuw-Guinea, dit op verzoek van de missionarissen aan de Wisselmeren die meer ruchtbaarheid wilden geven aan hun moeilijke arbeid. Opdracht aan Smedts was verhalen te schrijven over 'de laatste mensen ter wereld die nog in het stenen tijdperk leven'. Over dit verblijf bij de missie en de Kapauko in het afgelegen bergland publiceerde Smedts zijn tweede boek Geen Tabak, Geen Hallelujah dat een van de naoorlogse reisklassiekers over Nieuw-Guinea werd. De titel is volgens de overlevering een uitspraak van een Papoea dorpshoofd met de implicatie dat bekering tot het christendom niet onvoorwaardelijk ging. Het boek verscheen ook in een Engelse vertaling: No Tobacco, No Hallelujah (Londen).
Na het Bisschoppelijk Mandement uit 1954, waarin de Nederlandse bisschoppen aan katholieken het samenwerken met socialisten verboden, vertrok Smedts bij de toen nog katholieke Volkskrant. Smedts schreef over zijn gespannen verhouding met de Katholieke Kerk het boek Een weerbarstig Katholiek. 
Hij werd hoofdredacteur van Vrij Nederland en heeft,
volgens zijn biograaf Igor Cornelissen, de basis gelegd voor de gouden jaren van Vrij Nederland, door een aantal mensen aan te nemen en te stimuleren: Renate Rubinstein, Rinus Ferdinandusse, Jan Eijkelboom, Joop van Tijn, de kring van Propria Cures.
In 1968 kreeg Smedts ruzie met de jonge generatie journalisten, zoals Rinus Ferdinandusse en in 1969 nam hij ontslag als hoofdredacteur, waarna hij werd opgevolgd door Ferdinandusse. Wel schreef Smedts tot 1978 onder het pseudoniem Janus de VN-rubriek Uit het zakboek van een twijfelaar. Ook schreef hij in diezelfde tijd een aantal jaren voor Het Vrije Volk, totdat hij, voor hem onverwacht, bedankt werd door hoofdredacteur Herman Wigbold.
Daarna schreef Smedts Waarheid en leugen in het verzet, een aanval op het volgens hem sterk overdreven verzetsverleden van Bert Poels, zoals die dat had beschreven in zijn memoires Vriend & Vijand. Daarbij draaide het vooral om het gehucht Zwarte Plak, bekend als plaats waar tientallen onderduikers verbleven.
Smedts woonde het laatste deel van zijn leven in Sospel in Zuid-Frankrijk en keerde begin jaren negentig weer naar Nederland terug.

In Het Koninkrijk der Nederlanden in de Tweede Wereldoorlog van dr L. de Jong wordt hij viermaal genoemd.